# Clayes
Clayes település Franciaországban, Ille-et-Vilaine megyében. Lakosainak száma 941 fő (2022. január 1.). Clayes Parthenay-de-Bretagne, Pleumeleuc és Saint-Gilles községekkel határos.

## Népesség
A település népességének változása:
| Lakosok száma | 178  | 403  | 401  | 706  | 718  | 818  | 904  | 908  | 910  | 941  |
|               | 1968 | 1982 | 1990 | 2006 | 2013 | 2015 | 2017 | 2019 | 2020 | 2022 |